# Chapelle Notre-Dame-des-Aubagnans
La chapelle Notre-Dame-des-Aubagnans est une chapelle romane fortifiée située sur la commune de Rochegude. Le fief des Aubagnans fut une enclave du Dauphiné dans le Comtat Venaissin. La chapelle est inscrite au titre des monuments historiques depuis 1926.

## Mense du prieuré de Saint-Ruf
C'est une chapelle romane dont le gros œuvre date du XIIe siècle. Elle est située au nord de Rochegude, sur la route de Bollène, où se trouvait le vicus d’Albagnanius, l'un des plus anciens de la région. La chapelle dépendit à titre de prieuré dès 1115 de l'abbaye Saint-Ruf de Valence, dont le titulaire était décimateur à Rochegude et dans une partie de la paroisse de Suze-la-Rousse. Elle a été édifiée sur un petit mamelon de (113 mètres d’altitude) et fortifiée au XIVe siècle.

## Origines
Une statue en marbre blanc, représentant Bacchus debout a été découverte au quartier des Aubagnans et se trouve exposée au musée d'archéologie nationale de Saint-Germain-en-Laye, dans les Yvelines,.
Le premier nom connu est Albagnanius puis Albagnanei, au XIIe siècle. Il évolue en 1609 vers Beatae Mariae de Albagnoneto loci Rupecute et Albanhai. La graphie devient Albanhanei, en 1611, Beatae Mariae de Bagnolet sive d'Albignan, en 1687 et Albagnanea, en 1689. Au cours du XVIIIe siècle, la chambre des comptes note Albaninei. Ce toponyme est à rapprocher d'Aubignan Les formes anciennes sont Albegnano (951), Albagnano (1135), Albanhano (1206) et Albanhanum (1319). Ce qui permet de proposer comme origine, le nom d’un homme gallo-romain Albanius avec le suffixe -anum.

## Historique

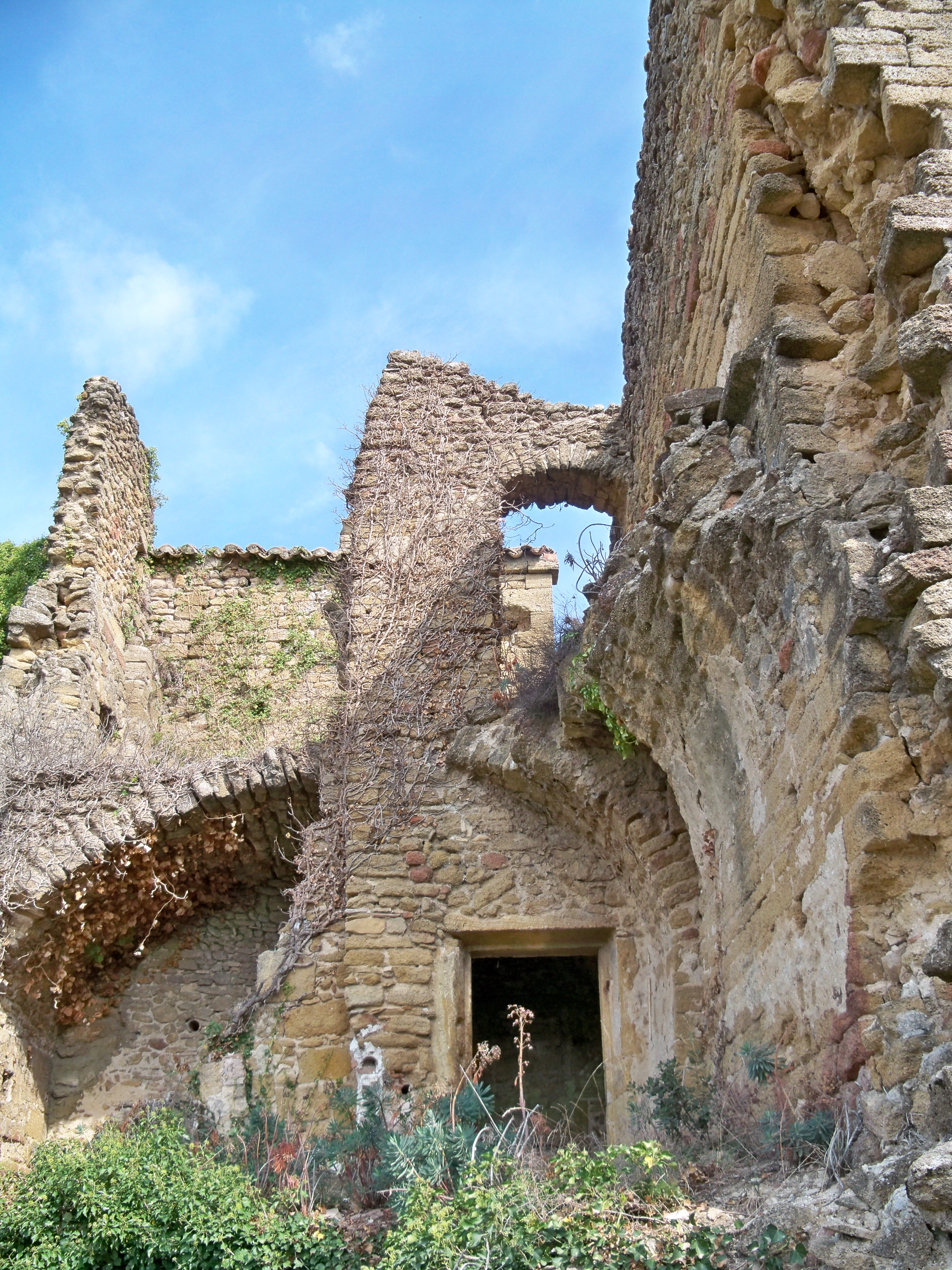
Bâtiments ruinés

Le fief des Aubagnans était initialement sous la suzeraineté de la baronnie de Montauban-sur-l'Ouvèze, avant de passer Dauphins du Viennois. Au XIVe siècle, la paroisse de Rochegude fut subdivisée en trois co-seigneuries dont les deux tiers relevaient du domaine pontifical et le troisième restait tenu en fief par le Dauphin. Guigues VIII de Viennois, en 1330, le donna aux Baux d'Orange. Ce qui n'empêcha pas, en 1343, que Clément VI revendiqua la totalité de Rochegude puis transigea avec Humbert II de Viennois. Les  Aubagnans restèrent au Dauphiné, devenant une enclave delphinale dans le Comtat Venaissin jusqu’à la Révolution. Puis ce fief et son prieuré passèrent, par héritage, vers 1409 aux Saluces, qui l'unirent à Rochegude tout en rendant hommage au Dauphin de France. Enfin, Robert d’Acqueria, en devint propriétaire avec la totalité du village en 1667. 
En dépit de son passage en commende, le prieuré resta desservi, jusqu'en 1774, par les chanoines de Saint-Ruf.

## Église fortifiée

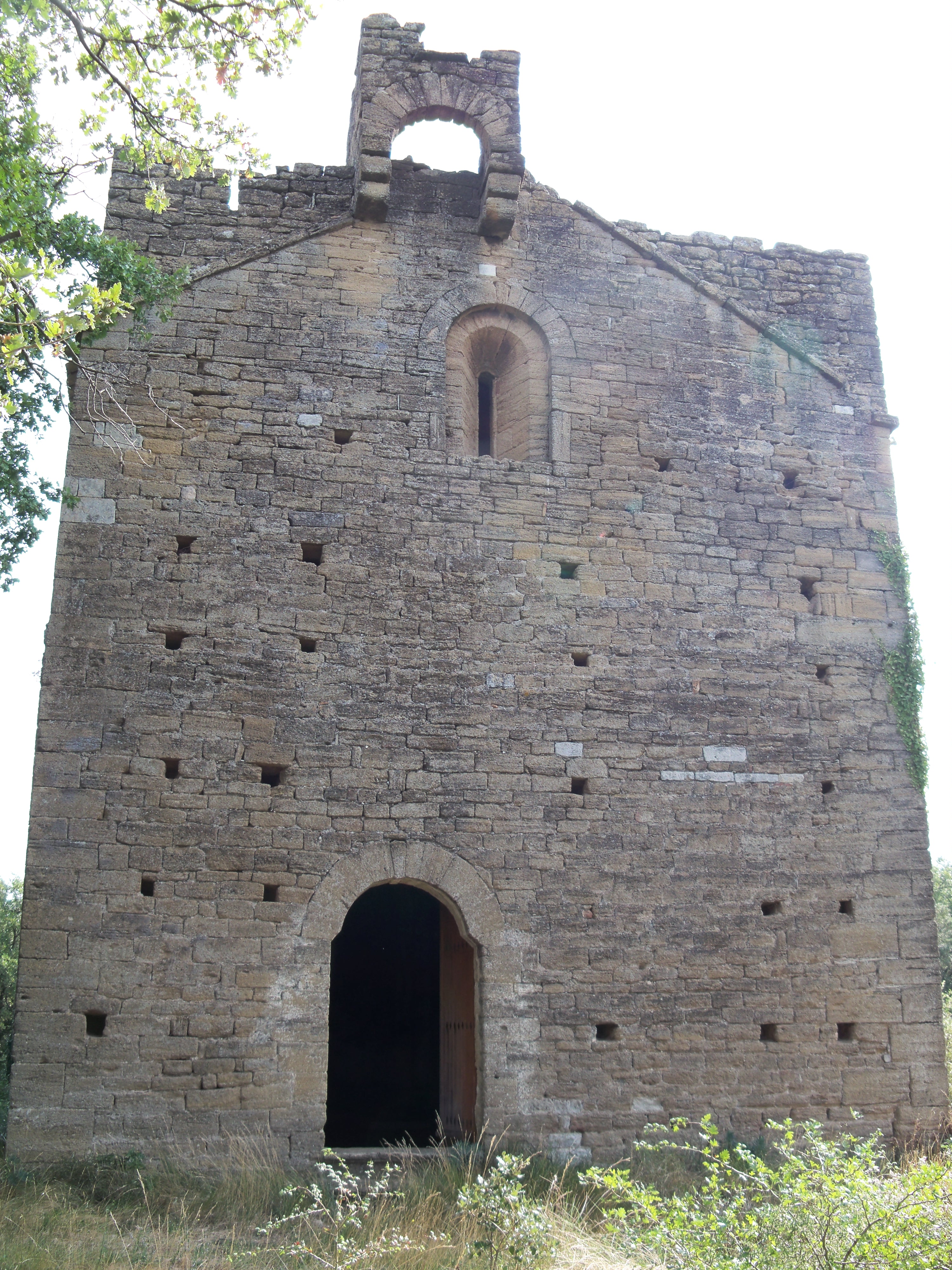
Le mâchicoulis appelé assommoir

L’édifice roman, remanié au XIVe siècle, est le type bien caractérisé de l’église fortifiée du Moyen Âge. La porte d’entrée à l’ouest est surmontée d’un mâchicoulis appelé assommoir qui en fait une rareté. L’extérieur de l’abside, en petit appareil régulier, paraît en partie dater du IXe siècle. L’épaisseur des murs, les meurtrières et les créneaux permirent à l'église de servir de refuge aux habitants en cas d’attaque. 
La bâtisse fut saccagée et sans doute ruinée par les grandes compagnies venues de France par le pont du Saint-Esprit.